# 陸寶忠
陸寶忠（1850年8月13日—1908年5月28日），字伯葵、號定生、峰石，初名爾誠，江蘇太倉（今江蘇省太倉縣）人，清朝政治人物、教育家。

## 生平

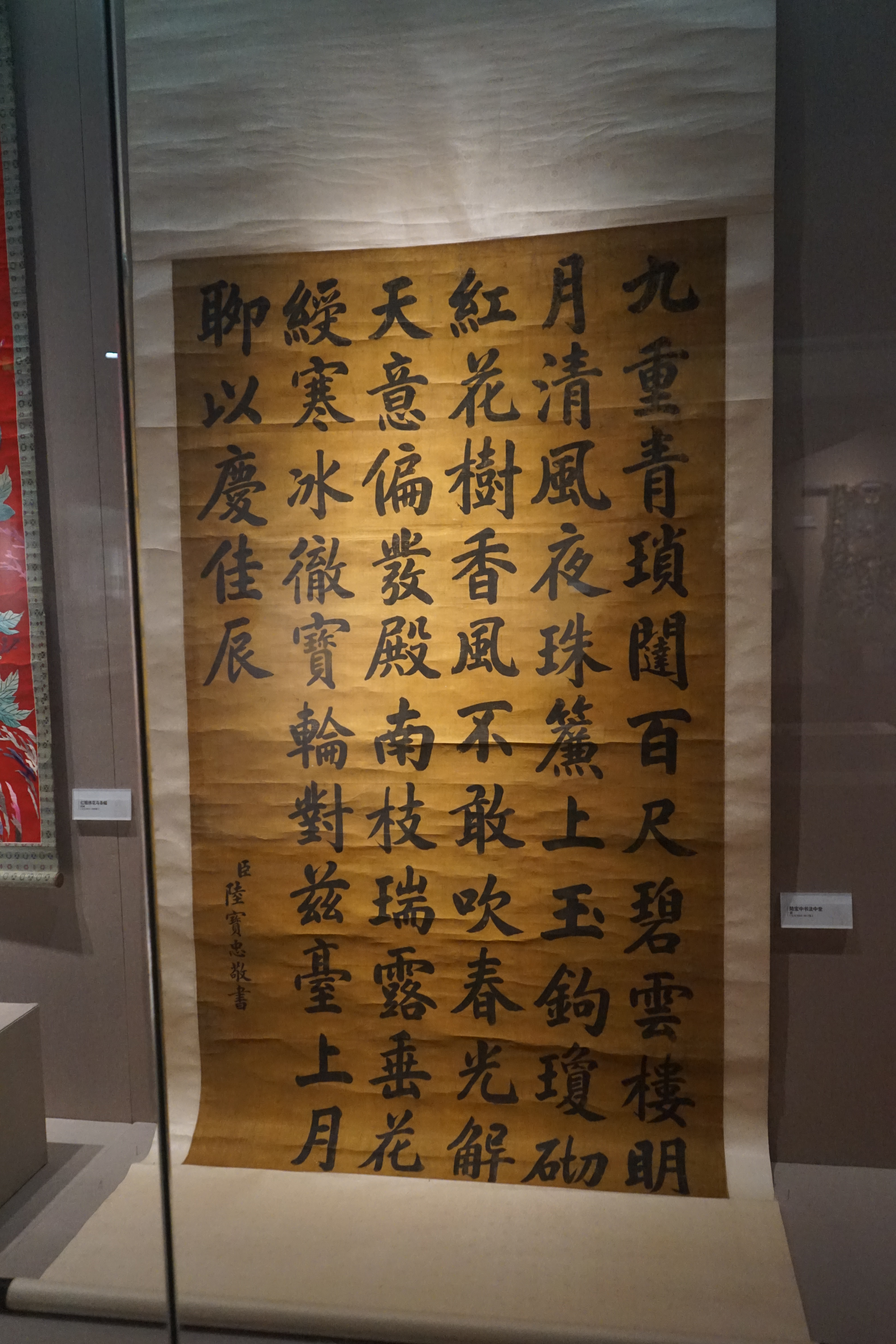
陆宝忠绢本书法，柯桥区博物馆展示。平文绢地，双根经丝成组

光緒元年（1875年）舉人。光緒二年（1876年）聯捷進士，改翰林院庶吉士。散館授編修。光緒十一年（1885年），出督湖南學政。光緒十五年（1889年），任順天鄉試同考官。光緒十七年，任南書房行走。光緒二十年，任教習庶吉士、翰林院侍講學士、日講起居注官。光緒二十一年，任翰林院侍讀學士。光緒二十二年，任詹事府少詹事、詹事、內閣學士。光緒二十三年，任山東鄉試正考官、浙江學政。
光緒二十六年（1900年），任兵部右侍郎、順天學政。光绪二十八年、二十九年，在河南开封举行顺天乡试，按临闱事。时科举将废，学堂将兴，陆宝忠奏请设文部，责成学政总理各省学务，以一事权。
光緒三十一年（1905年），任左都御史，後署禮部尚書。光緒三十二年，賜紫禁城騎馬。次年任國史館副總裁。
陸寶忠有吸食鴉片積習，光緒三十三年（1907年），朝廷嚴禁鴉片，命其停職，限期戒斷。次年，寶忠申明戒凈，奉旨回任供職，四月二十九日（5月28日）在京病卒。諡文慎。

## 著作
《陆文慎公墨迹》、《陆文慎公奏议》，唐文治整理。

## 外部連接
- 陸寶忠 （页面存档备份，存于） 中研院史語所